# Minyughe
Minyughe ist ein Verwaltungsbezirk (englisch Ward) des Distrikts Ikungi in der tansanischen Region Singida.

## Geografie
Minyughe ist ein Bezirk im nördlichen Zentralteil von Tansania etwa 40 Kilometer Luftlinie südwestlich der Regionshauptstadt Singida. Bei der Volkszählung 2022 lebten 11.734 Menschen in 1994 Haushalten auf einer Fläche von 176 Quadratkilometern.
Der Bezirk grenzt im Nordosten und im Osten an den Distrikt Singida (MC) und sonst an vier Bezirke des Distrikts Ikungi:
|          | Mtunduru                                    | Mwankoko |
| Ighombwe | Kompassrose, die auf Nachbargemeinden zeigt | Mtamaa   |
|          | Makilawa                                    | Ihanja   |

## Gliederung
Der Bezirk besteht aus drei Gemeinden (swahili Mtaa) mit 18 Orten (Kitongoji):
| Minyughe - Minyughe Madukani - Magisiu - Mnang’ana - Misingia - Mamakaa - Kinyarime | Misake - Mughumo - Inoo - Ikhankhamo - Mteva - Kikhomango | Mayaha - Bunku - Maweni - Mnang’ana - Igonambogo - Kinyarimi A - Kinyarimi B - Mwantaturu |

## Wirtschaft und Infrastruktur
- Landwirtschaft: Im Bezirk werden 9000 Rinder, 8000 Ziegen, 1000 Schafe und 30.000 Hühner gehalten (Stand 2016).[8]
- Forstwirtschaft: Der Bezirk besitzt eine bewaldete Fläche von 2546 Quadratkilometern. Die vorherrschende Vegetation besteht aus Akazien, Pterocarpus angolensis (Miombo, Mninga und Mkangazi) und Itigi-Dickicht (Stand 2016).[9] In den Jahren 1996 bis 2021 waren Waldverlust und -fragmentierung im Waldreservat Minyughe deutlich zu erkennen.[10]
- Bildung: Die Minyughe Secondary School ist eine staatliche weiterführende Schule, die Tagesschüler bis zur 4. Stufe ausbildet.[11]
- Gesundheit: Im Bezirk liegt eine staatliche Apotheke.[12]